# Garfield County (Montana)

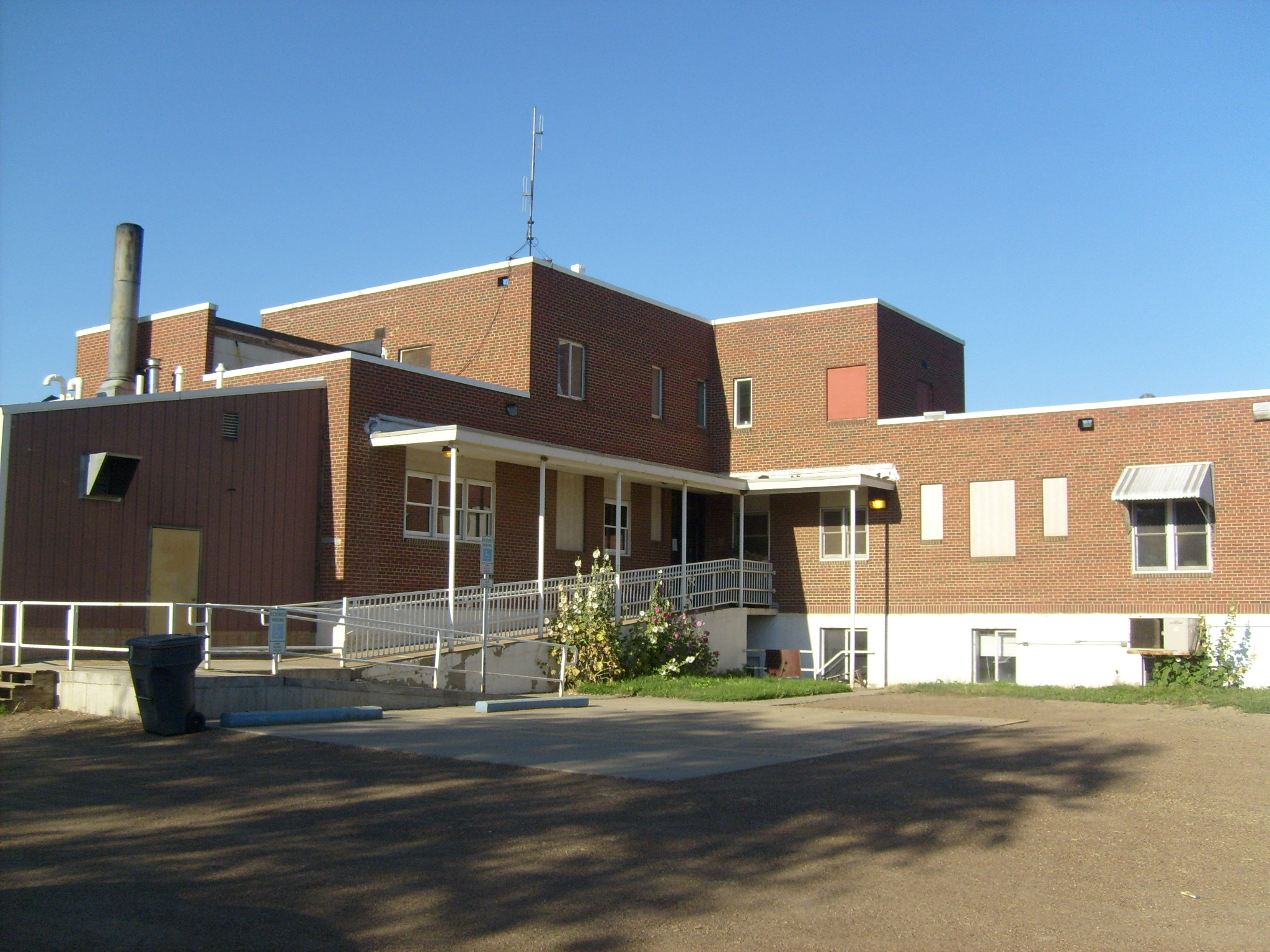
Garfield County Courthouse in Jordan

Garfield County is een county in de Amerikaanse staat Montana.
De county heeft een landoppervlakte van 12.090 km² en telt 1.279 inwoners (volkstelling 2000).
De hoofdplaats is Jordan. Garfield is een van de dunstbevolkte counties van de Verenigde Staten, Alaska niet meegerekend.
De rivier de Missouri vormt de noordgrens van Garfield.
In Garfield is een aantal belangrijke vondsten van resten van Tyrannosaurus gedaan.